# 狗心
《狗心》（俄语：Собачье сердце）是苏联小说家米哈伊尔·阿法纳西耶维奇·布尔加科夫的中篇小说，创作于1925年，尖锐地讽刺了布尔什维克主义。讲述了一个医生把人的大脑移植到一条叫沙里克的狗身上之后发生的故事。苏联领导人列夫·加米涅夫同年读了该小说并谴责该书是“对当今时代刻薄的讽刺，出版该书绝无可能。”《狗心》一书直到1987年才得以在苏联出版。